# Open het Dorp

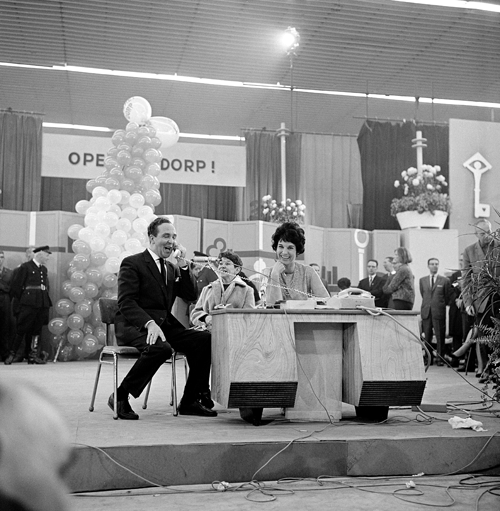
Wim Kan, Corry Vonk en Mies Bouwman tijdens de uitzending Open het Dorp.

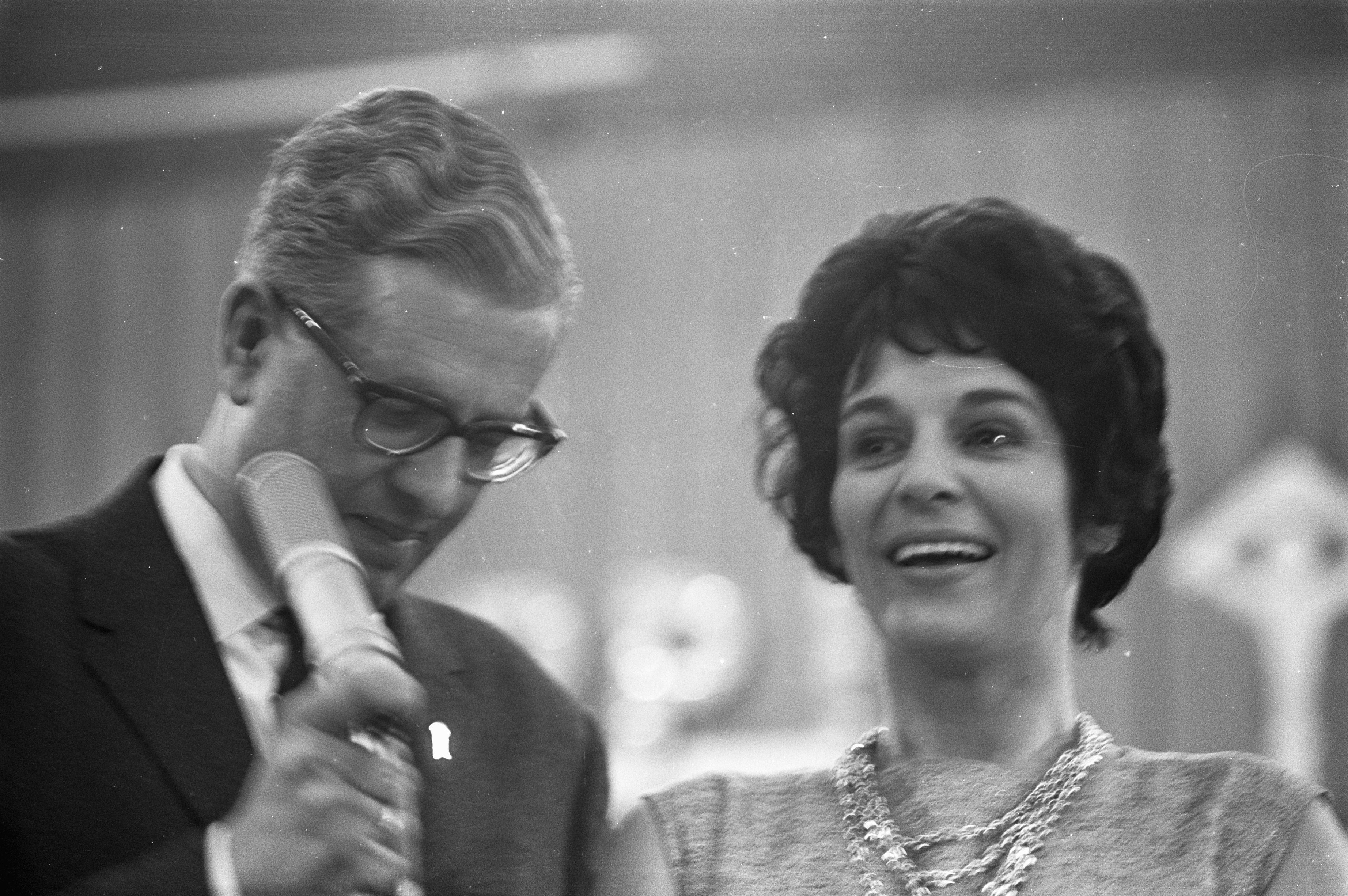
Dr. Klapwijk bedankt Mies Bouwman aan het eind van de uitzending.

Open het Dorp was een Nederlands televisieprogramma van de AVRO. Het was het eerste grote geldinzamelingprogramma op de Nederlandse televisie. De bedoeling van Open het Dorp was om geld in te zamelen voor een woongemeenschapwijk en zorginstelling voor gehandicapten. Deze woongemeenschapwijk en zorginstelling werd later dan ook gesticht, te weten Het Dorp te Arnhem.
Het programma vond plaats op 26 en 27 november 1962 en duurde drieëntwintig uur. Het werd tegelijkertijd op de radio uitgezonden en werd gepresenteerd door Mies Bouwman. De televisieregie was in handen van Theo Ordeman.
Tijdens de uitzending traden vierhonderd artiesten op, onder wie de cabaretier Wim Kan, die via de telefoon honderdduizend gulden wist los te praten bij rijke landgenoten. De uiteindelijke totaalopbrengst van de actie was 21.192.000 gulden.
Initiatiefnemer was de medicus Arie Klapwijk. Hij was waarnemend directeur van Het Dorp en tevens voorzitter van de Stichting Het Dorp, die enkele jaren later werd gesticht.